# Appassire
Appassire è un singolo del cantante italiano Galeffi, pubblicato l'11 marzo 2022 come primo estratto dall'album Belvedere.

## Video musicale
Il videoclip del brano, diretto da Trilathera, è stato pubblicato il 16 marzo 2022 sul canale YouTube del cantante.

## Tracce
Testi e musiche di Marco Cantagalli.
1. Appassire – 3:26
2. Due girasoli – 4:40